# Polythore mutata
Polythore mutata är en trollsländeart som först beskrevs av Mclachlan 1881.  Polythore mutata ingår i släktet Polythore och familjen Polythoridae. Inga underarter finns listade i Catalogue of Life.